# Texas Stadium

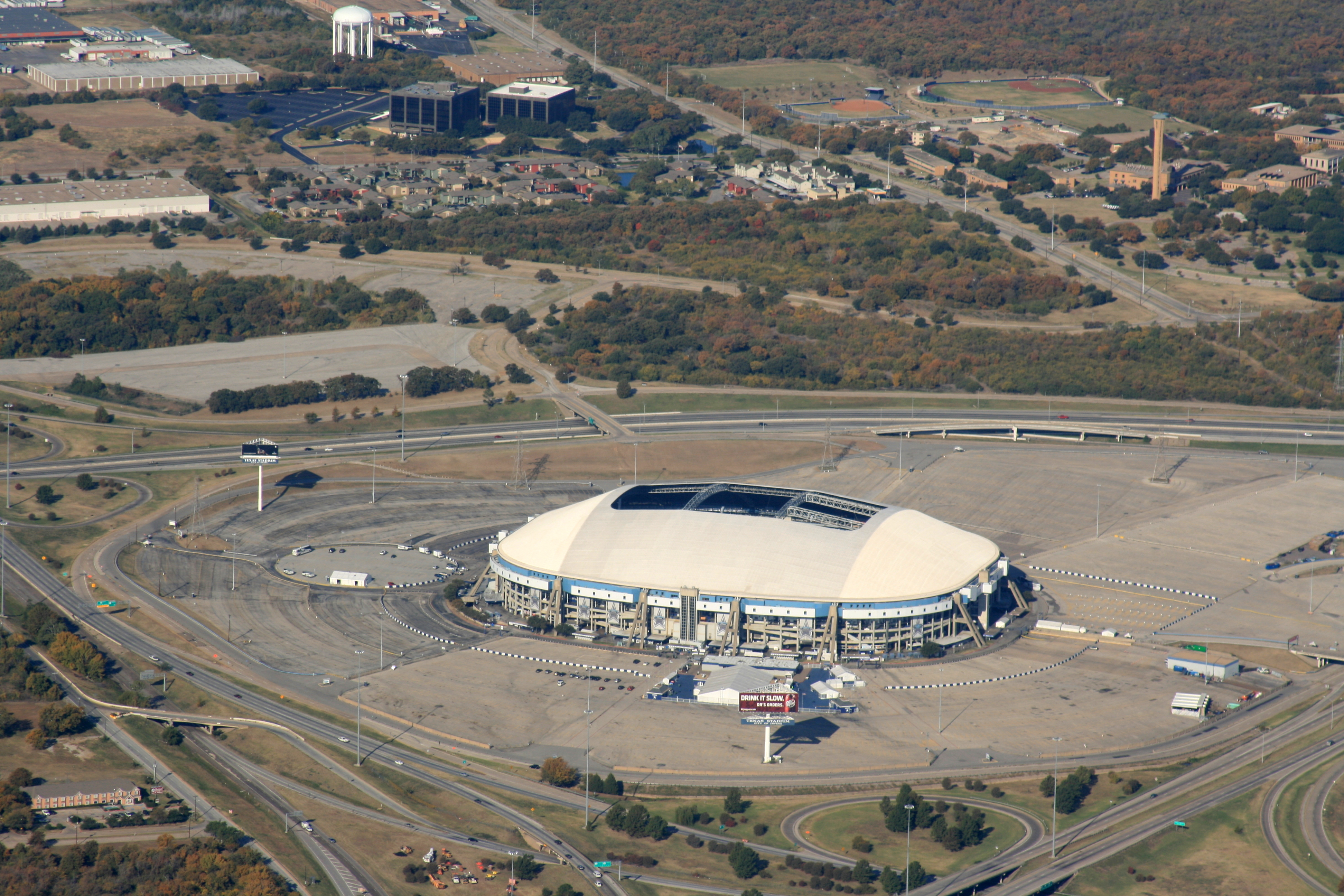
Texas Stadium 2008.

Texas Stadium var en idrottsarena i Irving i Texas, som är en förstad till Dallas. Den var hemmaplan för NFL-laget Dallas Cowboys och hade 65 675 sittplatser och en konstgräsbeläggning. Arenan invigdes den 24 oktober 1971. Texas Stadium ersattes 2009 av Cowboys Stadium. Den 11 april 2010 revs Texas Stadium.